# Oldřich Machač
Oldřich Machač (* 18. April 1946 in Prostějov; † 10. August 2011) war ein tschechoslowakischer Eishockeyspieler.

## Karriere
Oldřich Machač begann 1957 seine Karriere bei Zelezárny Prostějov und spielte über viele Jahre in der 1. Liga der Tschechoslowakei. Zwischen 1965 und 1967 spielte er bei Dukla Kosice und wurde 1967 das erste Mal Tschechoslowakischer Meister. Nach diesem Erfolg wechselte er zum Zetor Brno, für den er bis 1978 spielte und 1969, 1970, 1971, 1972 und 1974 die tschechoslowakische Meisterschaft gewann. In 490 Extraliga-Spielen erzielte Machač 108 Tore. Vor der Saison 1978/79 wechselte er zusammen mit Jiří Holík vom HC Brno zum SB Rosenheim in die 1. Bundesliga. Vier Jahre lang spielte Machač für Rosenheim und wurde 1982 mit dem Sportbund Deutscher Meister.
Noch größere Erfolge als auf Vereinsebene hatte Oldřich Machač jedoch bei internationalen Titelkämpfen. Mit der tschechoslowakischen Herrenauswahl gewann er drei Medaillen bei Olympischen Winterspielen und elf Medaillen bei Weltmeisterschaften. Seine erste Berufung in das Nationalteam erhielt er für die Eishockey-Weltmeisterschaft 1967 und nahm ab diesem Zeitpunkt jährlich an der Weltmeisterschaft teil. Ein Jahr später wurde er auch in den Kader für die Olympischen Winterspiele 1968 berufen und gewann die Silbermedaille. 1972 (Bronze) und 1976 (Silber) folgten weitere Olympiateilnahmen sowie die Teilnahme am Canada Cup 1976. Im Nationalteam bildete er meist mit František Pospíšil ein Verteidigerduo und erzielte in 293 Länderspielen 37 Tore für die Tschechoslowakei.
1999 wurde er mit der Aufnahme in die IIHF Hall of Fame (Kategorie Spieler) geehrt.
Er verstarb am frühen Morgen des 10. August 2011 an den Folgen eines Herzleidens.

## Erfolge und Auszeichnungen
- Tschechoslowakischer Meister 1967, 1969–1972 und 1974
- Deutscher Meister 1982
- Gewinn von zwei Silber- und einer Bronzemedaille bei Olympischen Winterspielen
- Gewinn der Goldmedaille bei der WM 1972, 1976 und 1977
- Gewinn der Silbermedaille bei der WM 1968, 1971, 1974, 1975 und 1978
- Gewinn der Bronzemedaille bei der WM 1969, 1970, 1973
- All-Star-Team der WM 1972
- Aufnahme in die IIHF Hall of Fame 1999

## Karrierestatistik

### International
(Legende zur Spielerstatistik: Sp oder GP = absolvierte Spiele; T oder G = erzielte Tore; V oder A = erzielte Assists; Pkt oder Pts = erzielte Scorerpunkte; SM oder PIM = erhaltene Strafminuten; +/− = Plus/Minus-Bilanz; PP = erzielte Überzahltore; SH = erzielte Unterzahltore; GW = erzielte Siegtore; 1 Play-downs/Relegation; Kursiv: Statistik nicht vollständig)